# 虎角
虎角（こかく、1539年（天文8年） - 1593年3月6日（文禄2年2月4日））は、戦国時代末期に活躍した浄土宗の僧侶。字は雲潮。号は穏蓮社安誉。

## 生涯
甲斐国（現在の甲府市）に生まれる。俗姓は武田氏の家臣飯田氏で、三歳の時に上総国（現在の木更津市中島）に移住した。天文末期（1532年～1554年）に道誉貞把が生実（現在の千葉市）の方面に来て講席を開いたとき、師に従って13歳で出家。禅・儒に通ずるとともに、神学・道歌までも奥義をきわめた。師の貞把が芝増上寺に移ると、虎角は留守を守って大厳寺の経営に尽くし、諸堂の建立に功をなした。1563年（永禄6年）正月に貞把より宗脈をうけ、翌年8月菩薩戒をうけた。天正（1573年-1591年）の初め頃、大巌寺第2世を継ぎ大いに宗風を宣揚し、学徒の養成に努めた。一方徳川家康の信任も厚く、書簡の往復もあり、家康より朱印状を受け、大巌寺の地位を不動のものとした。